# Leucosyrinx subgrundifera
Leucosyrinx subgrundifera é uma espécie de gastrópode do gênero Leucosyrinx, pertencente a família Pseudomelatomidae.

## Descrição
O comprimento de sua concha varia entre 20 e 34mm.